# Colorado-Klasse
Die Colorado-Klasse (alternativ auch Maryland-Klasse nach dem ersten fertiggestellten Schiff) war eine Klasse von Schlachtschiffen der US Navy, die in den Jahren nach dem Ersten Weltkrieg gebaut wurde und während des Zweiten Weltkrieges zum Einsatz kam.

## Entwurf
Der Bau dieser Schlachtschiffe war bereits 1916 beschlossen und der Baubeginn für 1917 geplant worden. Durch den Eintritt der Vereinigten Staaten in den Ersten Weltkrieg im Jahr 1917 verschoben sich jedoch die Prioritäten. Zudem machte die mehrjährige Bauzeit von Schlachtschiffen eine rechtzeitige Fertigstellung der Schiffe für den laufenden Krieg unwahrscheinlich. Die Bauarbeiten an den Schiffen begannen daher, mit Ausnahme der Maryland, erst nach dem Ende des Krieges im Jahr 1919. Die Colorado-Klasse basierte auf dem Entwurf der vorhergehenden Tennessee-Klasse. Der einzige größere Unterschied bestand in der stärkeren Bewaffnung der Hauptgeschütze von 356-mm auf 406-mm-Geschütze. Auch die Schiffe der Tennessee-Klasse waren das Ergebnis von Modifikationen an früheren Schlachtschiffen.

## Technik

### Schiffsmaße
Die Schiffe hatten eine Gesamtlänge von 190 m, eine Länge zwischen den Loten von 182,9 m, eine Breite von 29,7 m und einen Tiefgang von 9,30 m. Die Verdrängung lag zwischen 32.600 tn.l. und 33.590 tn.l.

### Antrieb
Die Schiffe waren mit zwei Turbogeneratoren ausgestattet, die vier Elektro-Motoren mit einer Leistung von 5.424 kW mit Strom versorgten. Diese Motoren trieben jeweils eine Welle an und entwickelten insgesamt eine Leistung von 28.900 Shp (21.256 kW). Damit erreichten die Schiffe eine Höchstgeschwindigkeit von 21,5 Knoten (39 km/h). Der Dampf für die Generatoren wurde von acht Babcock & Wilcox Wasserrohrkesseln geliefert. Die Schiffe konnten maximal 4.570 tn.l. Kohle mitführen, was ihnen bei 10 Knoten (19 km/h) eine Reichweite von 8.000 Seemeilen (15.000 km) ermöglichte. Die Besatzungen der Schiffe bestanden aus 1080 Offizieren und Mannschaft.

### Bewaffnung
Die Hauptbewaffnung bestand aus acht 406-mm-Kanonen in vier Zwillingstürmen, zwei vor und zwei hinter den Aufbauten. Die Geschütze waren auf 880–920 tn.l. schweren Lafetten mit einem Seitenrichtbereich von 300° montiert. Die Kanonen selbst hatten eine Länge von 18,70 m und wogen 105 tn.l. Sie hatten bei einer maximalen Elevation von 30° und einer Mündungsgeschwindigkeit von 792 m/s eine Reichweite von 31.360 m. Sie verschossen 957 kg schwere panzerbrechende Granaten mit einer Kadenz von ca. 1,5 Schuss pro Minute.
Die Sekundärbewaffnung bestand aus vierzehn 127-mm-Geschützen in offenen Kasematten in den Aufbauten. Die Kanonen waren auf P13 Einzellafetten mit einem Gewicht von 11 tn.l. montiert. Die Kanone hatte einen Seitenrichtbereich von −150 bis +150° und wurde manuell bedient. Sie hatten bei einer maximalen Elevation von 20° und einer Mündungsgeschwindigkeit von 960 m/s eine Reichweite von 14.490 m. Sie verschossen 22,5 kg schwere Granaten mit einer Kadenz von 8 bis 9 Schuss pro Minute.
Für die Flugabwehr waren vier 76-mm-Flakgeschütze in den Aufbauten installiert. Die Kanone war auf Einzellafetten mit einem Seitenrichtbereich von 360° montiert und wurde manuell bedient. Das Geschütz hatte bei einer maximalen Elevation von 45° und einer Mündungsgeschwindigkeit von 503 m/s eine Reichweite von 8.050 m. Außerdem waren die Schiffe mit zwei 533 mm Torpedorohren für Bliss-Leavitt Mark 9 Torpedos ausgestattet. Die Rohre befanden sich jeweils an Back- und Steuerbord.

### Panzerung
Die Schiffe der Colorado-Klasse hatten einen Panzergürtel aus Krupp-Zementstahl und erstreckte sich über eine Länge von 33 Metern über die Seite des Schiffes. Mittschiffs war er 343 mm dick und bildete mit 342 mm dicken Querschotten die gepanzerte Zitadelle. Die Schiffe hatten zwei gepanzerte Decks mit einer Stärke von 38 bis 89 mm. Die Hauptgeschütztürme hatten eine 457 mm dicke Front, 254 mm dicke Seitenwände, 229 mm dicke Rückseiten und ein 127 mm dickes Dach zur Abfederung von Granateneinschlägen wurde Teakholz verwendet. Die Barbetten waren 330 mm dick und der Kommandoturm war rundherum mit 406 mm gepanzert und hatte ein 152 mm dickes Dach.

## Schiffe

### USS Colorado
Die USS Colorado (BB-45) wurde am 29. Mai 1919 von der New York Shipbuilding Corporation in Camden, New Jersey, auf Kiel gelegt, am 22. März 1921 vom Stapel gelassen und am 30. August 1923 unter dem Kommando von Captain R. R. Belknap in Dienst gestellt. Während des Zweiten Weltkriegs nahm sie an Operation Galvanic, Kourbash, Forager und Iceberg teil.
Nach dem Ende des Zweiten Weltkriegs beteiligte sich die Colorado an Operation Magic Carpet, bevor sie 1947 außer Dienst gestellt und 1957 zum Abwracken verkauft wurde.

### USS Maryland
Die USS Maryland (BB-46) wurde am 24. April 1917 von der Newport News Shipbuilding Company in Newport News, Virginia, auf Kiel gelegt, am 20. März 1920 vom Stapel gelassen und am 21. Juli 1921 unter dem Kommando von Kapitän C.F. Preston in Dienst gestellt. Im Zweiten Weltkrieg unterstützte die Maryland die amphibischen Landungen während der Schlacht von Tarawa beteiligte sich an Operation Forager der Schlacht um Peleliu, der Rückeroberung der Philippinen und der Schlacht von Okinawa. 1947 nahm die Maryland an Operation Magic Carpet teil, wurde 1947 außer Dienst gestellt und 1959 zum Abwracken verkauft.

### USS West Virginia
Die USS West Virginia (BB-48) wurde am 12. April 1920 von der Newport News Shipbuilding Company auf Kiel gelegt, am 17. November 1921 vom Stapel gelassen und am 1. Dezember 1923 unter dem Kommando von Kapitän Thomas J. Senn in Dienst gestellt. Beim Angriff der Japaner auf Pearl Harbor am 7. Dezember 1941 wurde die West Virginia durch mehrere japanische Torpedo- und Bombentreffer versenkt, aber am 17. Mai 1942 gehoben und umfangreicher Reparaturen und Umbaumaßnahmen unterzogen. Bis zum Ende des Krieges nahm sie an Kampfhandlungen bei der Rückeroberung der Philippinen, in der Schlacht im Golf von Leyte teil und bombardierte die japanischen Stellungen während der Schlacht um Iwojima. Die West Virginia wurde 1947 außer Dienst gestellt und 1959 zum Abwracken verkauft.